# Mettenheim (Bayern)

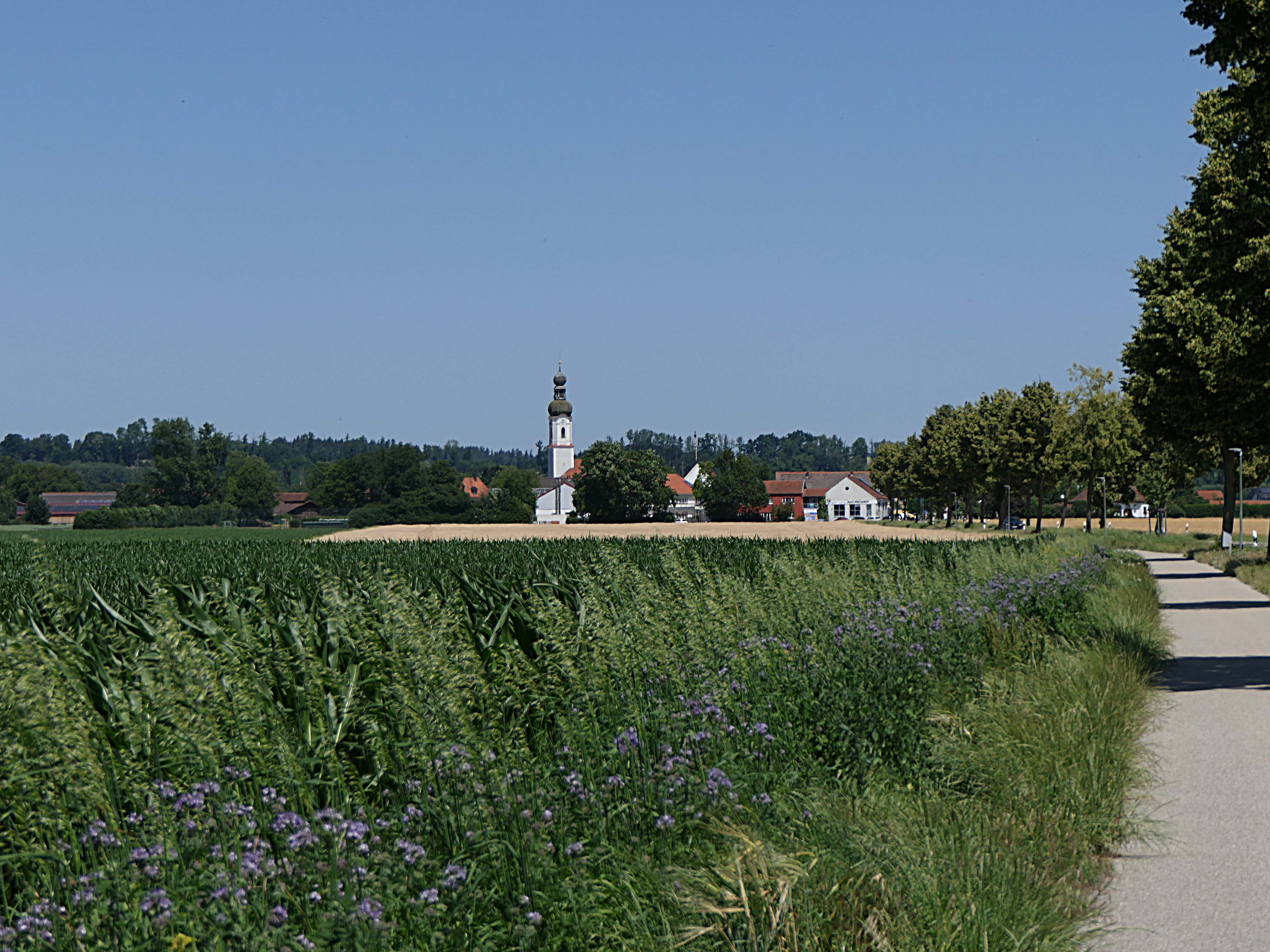
Mettenheim von Süden

Mettenheim ist eine Gemeinde im oberbayerischen Landkreis Mühldorf am Inn.

## Geografie

### Geografische Lage
Die Gemeinde liegt etwa 70 km östlich von München, im Osten des Landkreises und in der Planungsregion Südostoberbayern.
Der südliche Teil des Gemeindegebietes gehört zum Naturraum „Unteres Inntal“, der nördliche zum Naturraum „Isar-Inn-Hügelland“. Die Grenze zwischen den Naturräumen verläuft ungefähr entlang einer Linie von Langenstegham, Stadlmoos und Solling. Die Isen durchquert das Gemeindegebiet von West nach Ost.
Der Ort Mettenheim liegt in einer weitläufigen Talniederung zwischen den Flüssen Inn und Isen und 5 km nordwestlich der Kreisstadt Mühldorf am Inn.

### Gemeindegliederung
Die Gemeinde hat 33 Gemeindeteile (in Klammern ist der Siedlungstyp angegeben):
- Amering (Weiler)
- Au (Einöde)
- Breitenloh (Weiler)
- Dingfurt (Einöde)
- Dirnlech (Weiler)
- Eibelsgrub (Einöde)
- Ernsting (Weiler)
- Fisching (Einöde)
- Gaymoos (Weiler)
- Gumattenkirchen (Kirchdorf)
- Haitzing (Einöde)
- Hart (Siedlung)
- Harthausen
- Hartmering (Weiler)
- Haubing (Einöde)
- Hechfelden (Einöde)
- Hochgarten (Einöde)
- Hofisen (Weiler)
- Holzen (Einöde)
- Kirchisen (Einöde)
- Langenstegham (Weiler)
- Lochheim (Dorf)
- Mettenheim (Pfarrdorf)
- Metzenstegham (Einöde)
- Neufahrn (Kirchdorf)
- Peteratzing (Einöde)
- Reit (Einöde)
- Solling (Einöde)
- Stadlmoos (Einöde)
- Stenging (Einöde)
- Thal (Weiler)
- Zehenthof (Einöde)
- Zeiling (Einöde)

Es gibt die Gemarkungen Gumattenkirchen, Lochheim und Mettenheim.

## Geschichte

### Bis zur Gemeindegründung
Grundherr in Mettenheim wurde schon im 8. Jahrhundert als Schenkung des bayerischen Herzogs Odilo der Bischof von Salzburg. In dem im 12. Jahrhundert mit Bertoldus und Fridericus de Mettinheime urkundlich erwähnten Ortsadel kann man Salzburger Ministerialen vermuten.
Mettenheim gehörte zum Rentamt Landshut und zum Landgericht Neumarkt des Kurfürstentums Bayern. Mittels der Obmannschaft Mettenheim und des Vogtgerichts Mühldorf (Unteramt Altmühldorf) übte das Erzstift Salzburg bis zu seiner Aufhebung im Jahr 1803 die niedere Gerichtsbarkeit über seine hiesigen Untertanen aus. Im Zuge der Verwaltungsreformen in Bayern entstand mit dem Gemeindeedikt von 1818 die Gemeinde Mettenheim.

### Unter dem Nationalsozialismus und Kriegsende
Nachdem die NS-Führung im Frühjahr 1944 entschieden hatte, die Rüstungsproduktion vor Bombenangriffen zu schützen, wurden ab Juli 1944 tausende KZ-Häftlinge nach Mettendorf gebracht, um das Projekt Weingut I zu bauen. Untergebracht wurden sie im KZ-Außenlagerkomplex Mühldorf. Im Bereich der heutigen Mettenheim-Hart Siedlung befand sich zwischen Römerstraße und Münchener Straße ein Konzentrationslager.
Am Nachmittag des 2. Mai wurde Mettenheim von der 14th Armoured Divion A PO 446 der US-Army besetzt. Da die Wehrmacht auf dem Rückzug war, kam es zu keinerlei Kampfhandlungen. Nach der Befreiung wurden die Baracken als Unterkunft für Heimatvertriebene und Flüchtlinge bis mindestens 1948 genutzt. Anschließend wurden die Baracken sowie der Flugplatz abgerissen.

### Eingemeindungen
Am 1. Oktober 1934 wurde die Gemeinde Lochheim eingegliedert. Im Zuge der Gebietsreform in Bayern kam am 1. Januar 1972 Gumattenkirchen hinzu.

### Einwohnerentwicklung
Zwischen 1988 und 2018 wuchs die Gemeinde von 2106 auf 3538 Einwohner bzw. um 68 % – der höchste prozentuale Zuwachs im Landkreis im genannten Zeitraum.
- 1961: 1288 Einwohner
- 1970: 1672 Einwohner
- 1987: 2015 Einwohner
- 1991: 2344 Einwohner
- 1995: 2682 Einwohner
- 2000: 2870 Einwohner
- 2005: 3245 Einwohner
- 2010: 3445 Einwohner
- 2015: 3481 Einwohner

## Politik

### Gemeinderat
Die Gemeinderatswahl 2020 ergab folgende Stimmenanteile und Sitzverteilung:
| Partei/Liste                 | %      | Sitze  |
| ---------------------------- | ------ | ------ |
| CSU                          | 36,4   | 6      |
| SPD                          | 10,4   | 2      |
| Überparteiliche Wählergruppe | 38,4   | 6      |
| Junge Union                  | 14,8   | 2      |
| Wahlbeteiligung              | 64,6 % | 64,6 % |

Erster Bürgermeister ist Josef Eisner (CSU).

### Wappen
| Wappen von Mettenheim (Bayern) | Blasonierung: „In Rot ein silberner Balken; aufgelegt der auf einem silbernen Drachen stehende geflügelte heilige Michael in goldener Rüstung, der mit der Rechten über dem Haupt ein silbernes Schwert schwingt und mit der Linken einen goldenen Schild mit der Aufschrift QUIS UT DEUS (Wer ist [wie] Gott) hält.“ |
| Wappen von Mettenheim (Bayern) | Der silberne Balken in Rot aus dem Wappen des Erzstifts Salzburg stellt eine Verbindung zur frühen Geschichte Mettenheims her. Der Ort kam schon im 8. Jahrhundert als Schenkung Herzog Odilos an den Bischof von Salzburg und gehörte bis zum Ende des Alten Reichs Anfang des 19. Jahrhunderts zu dem mitten im Herzogtum Bayern gelegenen Salzburger Vogtgericht Mühldorf (Unteramt Altmühldorf). Die Figur des heiligen Michael auf dem Drachen bezieht sich auf den Patron der Pfarrkirche von Mettenheim. Zudem bestand in Mettenheim bis in das 19. Jahrhundert eine bedeutende Michaeli-Bruderschaft, die ein eigenes Siegel mit ihrem Patron führte. Durch die Aufnahme der Heiligenfigur in das Gemeindewappen wurde ein altes örtliches Abzeichen wiederbelebt. |

## Kultur und Sehenswürdigkeiten

### Theater, Musik und Veranstaltungsorte für kulturelle Veranstaltungen
- Kulturhof Mettenheim[13]
- Volksbühne Mettenheim (tritt im Kulturhof Mettenheim auf) mit Jugendgruppe, die Jugendtheater spielt[14]

### Baudenkmäler
- St. Michael, die katholische Pfarrkirche von Mettenheim
- Im Gemeindeteil Gumattenkirchen ist die gotische St. Rupert-Kirche sehenswert.

## Wirtschaft und Infrastruktur

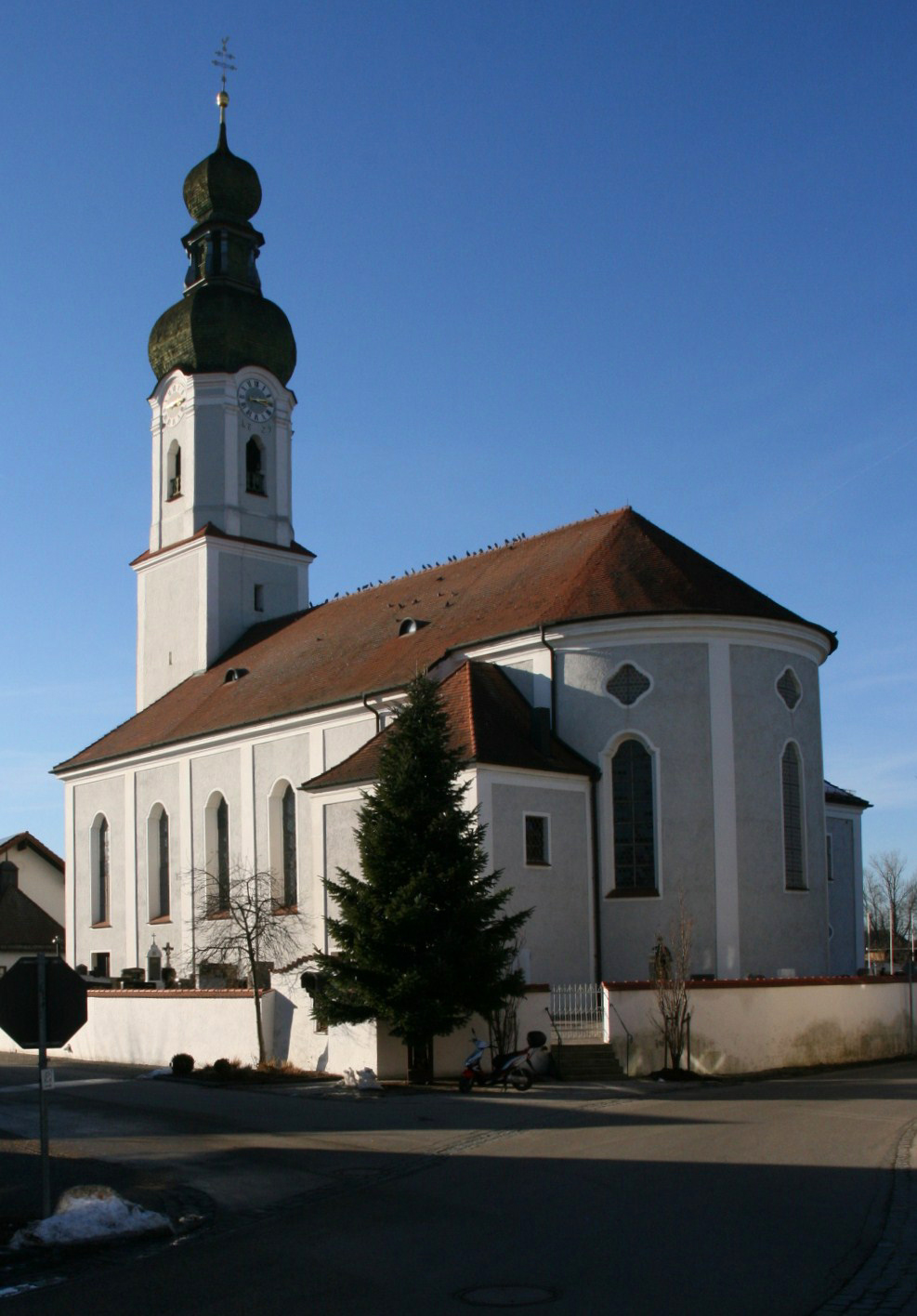
St. Michael, Mettenheim

### Betriebe, Beschäftigung und Flächennutzung
2017 gab es 508 sozialversicherungspflichtig Beschäftigte am Arbeitsort, am Wohnort waren es 1507 Personen. Im Jahr 2016 bestanden 49 landwirtschaftliche Betriebe mit einer landwirtschaftlich genutzten Fläche von 2357 ha. Davon waren 2033 ha Ackerfläche.

### Bildung
2018 gab es folgende Einrichtungen:
- Kindergärten: Eine Kindertagesstätte mit 124 Plätzen und 115 Kindern
- Volksschulen: Eine mit sieben Lehrern und 130 Schülern
- Gemeindezentrum mit Volksbühne, Musikschule und Zweigstelle der VHS Mühldorf (2007 fertiggestellt)

### Verkehr
Die A 94 durchquert das Gemeindegebiet von West nach Ost mit der Anschlussstelle Mühldorf-West (AS 19) im Westen. Weiterhin verlaufen die Staatsstraßen 2550 und 2352 sowie die Kreisstraßen MÜ 6, MÜ 33, MÜ 38, MÜ 39 und MÜ 52 durch das Gebiet der Gemeinde.
Die Bahnstrecke München–Simbach, die von der Südostbayernbahn betrieben wird, verläuft im Süden durch das Gemeindegebiet und am Südrand des Ortes Hart, jedoch ohne einen Haltepunkt. Anschlüsse bestehen in Ampfing und Mühldorf am Inn (Bahnhof Mühldorf (Oberbay)).
Der Inn-Radweg und der Benediktweg streifen die Gemeinde im äußersten Süden.
Auch der Radweg Isentalweg verläuft durch die Gemeinde.
Der Sonderlandeplatz Flugplatz Mühldorf liegt ganz im Osten noch teilweise in der Gemeinde, direkt nördlich der Isen.

## Persönlichkeiten
- Maria Kraetzinger (1869–1951), Künstlerin und Malerin
- Gerd von Haßler (1928–1989), deutscher Journalist, Hörspielsprecher, Musiker, Autor und Produzent, lebte und arbeitete in Mettenheim
- Ambros Seelos (1935–2015), deutscher Saxophonist, Klarinettist, Bandleader und Arrangeur; lebte zuletzt in Mettenheim